# Compañía navarra
La Compañía navarra fue una tropa de mercenarios, la mayoría de ellos provenientes de Navarra y Gascuña, que lucharon en distintos territorios griegos y de su entorno a finales del siglo XIV y principios del XV. El término Compañía navarra es un término historiográfico moderno, el nombre contemporáneo de esta organización mercenaria fue el de Compañía blanca.

## Albania
La primera compañía fue creada por Carlos II de Navarra para luchar contra Carlos V de Francia. Tras la paz conseguida en 1366, los soldados se organizaron en una compañía bajo las órdenes del infante Luis de Navarra, conde de Beaumont-le-Roger y duque de Durazzo por su matrimonio con Juana. Luis era hermano de Carlos II de Navarra, quien le apoyó en su intento de recuperar Durrës y el Reino de Albania. Asimismo, Carlos V de Francia ayudó a Luis con 50.000 ducados.
En 1372 la compañía creció gracias al reclutamiento efectuado por Enguerrand de Coucy, quien contrató a 500 lanzas y 500 arqueros a caballo, la mayoría de Gascuña. Aunque estos soldados fueron reclutados para servir en Albania, se organizaron en Nápoles. Entre 1375 y 1376 muchos hombres de Navarra se alistaron en la compañía y viajaron directamente a combatir en Albania. Las listas de soldados enrolados se conservaron en Pamplona, donde se puede observar la gran cantidad de ingenieros que formaron parte de la compañía. Las tropas salían de Tortosa y cobraban 30 florines aragoneses de oro al mes.
En 1376, Luis y la compañía navarra tomaron Durrës y restablecieron el Reino de Albania. Luis murió ese mismo año dejando a la compañía sin trabajo, por lo que se pusieron bajo las órdenes de Pedro IV de Aragón en 1377 y se organizaron en cuatro compañías, mandadas por los gascones Mahiot de Coquerel y Pedro de Lasaga, camarlengos del rey de Navarra, y los navarros Juan de Urtubia y Garro, que tenían el rango de escuderos.

## Morea

Armas del Principado de Acaya.

La primavera o el verano de 1378, la compañía llegó a Morea siguiendo la llamada de Gaucher de La Bastide, prior de los Caballeros Hospitalarios en Toulouse y comandante del Principado de Acaya, y probablemente legado de Nerio I Acciaioli, mercader florentino. Gaucher contrató a Mahiot y los hombres que restaban de la compañía para un periodo de ocho meses, coincidiendo con el periodo de cautividad al que fue sometido el Gran Maestre Juan Fernández de Heredia. Mientras tanto, Juan de Urtubia estaba en Corinto con más de 100 soldados.
Tras dejar el servicio de la Orden del Hospital, la compañía pasó al servicio de Jaime de Baux, quien reclamaba el trono de Acaya. Mahiot y la compañía navarra gobernaron Morea bajo los auspicios de Jaime de Baux. En 1379, Urtubia invadió Beocia y saqueó Tebas con el apoyo del arzobispo de la ciudad, Simón Atumano. Llegados a este punto, la compañía navarra tomó un papel diferente. Algunos de los hombres que habían servido bajo el mando de Urtubia pasaron de nuevo bajo el mando de Mahiot en Morea. La compañía se organizó a sí misma como un virreinato en Acaya bajo el mando de tres capitanes: Mahiot, Pedro Bordo de San Superano y Berard de Varvassa. Durante los dos años siguientes, la compañía gobernó Acaya y alquiló sus servicios a la Orden del Hospital.
Cuando Jaime de Baux logró obtener el trono imperial de Constantinopla, los líderes navarros recibieron títulos imperiales por el apoyo prestado en Acaya. Tras la muerte de Jaime en 1383, la compañía navarra era el poder gobernante en la Grecia franca, y sobre ella recayó la responsabilidad de reorganizar el Estado y de proteger el nuevo príncipe. Mientras la compañía rehusaba reconocer a los herederos de Jaime de Baux sin pruebas que fueran costosas de suministrar, mantuvieron el poder en Acaya y fueron autorizados por los barones del reino para negociar un tratado con la República de Venecia, que se alcanzó el 26 de julio de 1387. En 1386, Pedro de San Superano sucedió a Mahiot como líder de la compañía. Diez años más tarde, en 1396, Pedro de San Superano cambia su título de vicario por el de Príncipe de Acaya, título que mantendrá hasta su muerte en 1402. Su viuda, María II Zaccaria, gobernó el principado como regente de sus hijos menores hasta 1404, cuando Ladislao, rey de Nápoles, instaló a Centurión II Zaccaria, sobrino de María, como príncipe.

### Cine
- La conquista de Albania, película española de 1984 sobre este episodio (IMDb).

### Artículos
- Almogávar
- Imperio bizantino
- Ducado de Atenas